# ダンガリ・ドッグ
ダンガリ・ドッグ（英：Dangari Dog）は、インドのマハーラーシュトラ州原産の希少な牧羊犬種である。別名はインディアン・マハラシュトリアン・シープドッグ（英Indian Maharashtrian Sheepdog)、マハラシュトリアン・ダンガリ・クトラ（英：Maharashtrian Dhangari Kutra)、コルク・ハーダー（英：Korku Herder)など。

## 歴史
生い立ちははっきり分かっていないが、チベットのチベタン・マスティフと土着の牧羊犬種が混血して自然に誕生した犬種であるといわれている。主に牧羊犬として羊の群れを管理するのに使われているが、夜間は羊を泥棒から守る護畜犬としても働いている。又、猟犬として様々な動物の狩猟にも使われている。狩猟形態はセントハント（嗅覚猟）で、獲物の臭いを追跡し、自ら仕留めるか追い詰めて主人の猟銃で獲物を仕留める狩猟方法をとる。
もとから原産地にしかいない犬種であるが、2度の世界大戦やインドの動乱により大きく頭数を減らしてしまった。更に他地域から持ち込まれた犬種との自然交雑が進み、現在は絶滅の危機に瀕している。現在純血のダンガリが生き残り、純血繁殖が行われているのはチカルダラ（英：Chikaldara）とダヴァルプリー（英：Dhavalpuri）という地域のみであるといわれている。このうち、チカルダラでは現地のコルク族の手によって手厚く保護され、実用犬として飼育・繁殖が行われている。しかし、保存活動の規模が小さく、ダンガリを再興させるまでには至っていない。ケネルクラブ等には公認されておらず、今も犬種存続のために熱心な愛好家が多く求められている。ダンカリの将来は不透明であり、見方によっては今世紀中に絶滅してしまうのではないかと危惧する専門家も少なくない。

## 特徴
チベタン・マスティフの特性を取り入れた牧羊犬種である。筋肉質の引き締まった体つきをしていて、脚が長く身軽で俊足である。頭部は小さめで、マズルは先細りで中くらいの長さ。目は小さく、やる気や熱意が高まっている際は眼光がとても鋭くなる。耳は半垂れ耳か垂れ耳、尾は背中に背負った巻き尾だが、作業中は垂らしている。他の巻き尾の犬種と同様で、老犬になると尾の巻き具合はゆるくなり、次第に常時垂らしたままの状態になっていく。首は太めで胸は狭く、胴は長め。コートは柔らかく厚いショートコートで、寒さに強い。毛色はブラック・アンド・ホワイトやレッド・アンド・ホワイトなど。ホワイトのマーキングは足先、腹部、胸部、のど下、マズル、ブレーズなどにはいる。体高約51cm、体重14kg前後の中型犬で、性格は主人に忠実で勇敢、警戒心が強い。しつけの飲み込みは普通であるが、状況判断力が非常に優れている上に力が強いため、的確に羊を誘導することが可能である。運動量は非常に多く、かかりやすい病気は関節系の疾患などであるといわれている。